# 細川堯有
細川 堯有（ほそかわ たかあり/ぎょうゆう）は、江戸時代中期の武士・坊官。

## 概要
「大覚寺文書」によると、堯有と弟の元教は母親が当時の大覚寺門跡の乳母であったことからその門跡に近侍し、堯有は修羅と名乗っていたという。その後は時期は不明だが同じく大覚寺仕えていた勢多氏の家督を継いで勢多治部卿と名乗り、「広隆寺嵯峨目代〔ママ〕」を務めている。また時期は不明だが法印に叙されている。